# Schrofenpass
Der Schrofenpass ist ein 1688 m hoher Gebirgspass in den Alpen, der auf der Grenze von Deutschland und Österreich liegt.
Er befindet sich auf der Grenze des Landkreises Oberallgäu in Bayern (Deutschland) zum Bundesland Tirol (Österreich). Der Pass liegt im Hauptkamm der Allgäuer Alpen etwa 16 km (Luftlinie) südwestlich von Oberstdorf zwischen dem Haldenwanger Eck (Dreiländereck Bayern–Tirol–Vorarlberg) im Westen und dem Biberkopf im Osten. Er verbindet Einödsbach (Ortsteil von Oberstdorf) im Norden mit Warth im Süden. Ihm zu Füßen verlaufen im Norden der Rappenalpbach (Oberlauf der Stillach im Rappenalptal) und im Süden der Lech.
Über den Schrofenpass führt keine Straße, so dass sein Bergsattel nur zu Fuß oder per Mountainbike während einer Bergtour über einen schmalen Saumpfad zu erreichen ist.
Der Schrofenpass ist ein Höhepunkt vieler Mountainbiker, die sich auf einem Alpencross auf der Heckmair-Route oder Joe-Route befinden.
Der Pass wurde ursprünglich im Jahr 1795 als Säumerpfad gebaut. Im Zweiten Weltkrieg wurden Teile des Schrofenpasses gesprengt, um einen Vormarsch der Truppen zu verhindern.